# سمك العفر
سمك العِفر أو سمك الخنزير (الاسم العلمي: Capros aper)، نوع من الأسماك البحرية تتبع فصيلة أسماك العفر، وهو العضو الوحيد المعروف من جنسه. اسمه العلمي مشتق من اليونانية κᾰ́προς (kapros) واللاتينية aper، وكلاهما يعني «الخنزير البري».